# Деказвиль
Деказви́ль (фр. Decazeville, окс. La Sala) — коммуна во Франции, находится в регионе Окситания. Департамент — Аверон. Административный центр кантона Деказвиль. Округ коммуны — Вильфранш-де-Руэрг.
Код INSEE коммуны — 12089.
Коммуна расположена приблизительно в 480 км к югу от Парижа, в 125 км северо-восточнее Тулузы, в 35 км к северо-западу от Родеза.

## Население
Население коммуны на 2008 год составляло 6164 человека.
| 1962  | 1968  | 1975  | 1982 | 1990 | 1999 | 2008 |
| ----- | ----- | ----- | ---- | ---- | ---- | ---- |
| 11855 | 10532 | 10231 | 8804 | 7754 | 6805 | 6164 |

## Экономика
В 2007 году среди 3469 человек в трудоспособном возрасте (15—64 лет) 2261 были экономически активными, 1208 — неактивными (показатель активности — 65,2 %, в 1999 году было 63,1 %). Из 2261 активных работали 1918 человек (1034 мужчины и 884 женщины), безработных было 343 (145 мужчин и 198 женщин). Среди 1208 неактивных 349 человек были учениками или студентами, 433 — пенсионерами, 426 были неактивными по другим причинам.

## Города-побратимы
- Утрильяс (Испания)
- Коацце (Италия)